# Taren Point, New South Wales
Taren Point este o suburbie în Sydney, Australia.